# Драгалевски лифт
Седалковият лифт „Драгалевци – Голи връх“ е въжена линия с двуместни седалки, свързваща квартал „Драгалевци“ на София с местността Голи връх на Витоша.
Състои се от две части: „Драгалевци – Бай Кръстьо“ и „Бай Кръстьо – Голи връх“. Общата дължина е 3407 метра, а общата денивелация е 893 метра. Двете части на лифта са независими една от друга: пътуването между Драгалевци и Голи връх се осъществява чрез слизане от лифта на междинната станция на м. Бай Кръстьо и качване на горната част.
Основното предназначение на лифта е за качване на велосипедисти и туристи до средните и високите части на планината. За скиори е от второстепенна важност след Симеоновския лифт, който прави по-пряка връзка със ски зона „Алеко“, но успоредно на трасето му съществува ски път до кв. Драгалевци.

## История
Първата част е построена по проект на български фирми, включително Трамваен завод – София. Втората част е проектирана от създаденото през 1965 г. българо-унгарско дружество „Интрансмаш“ – София.
Първата част на лифта („Драгалевци – Бай Кръстьо“) е открита официално на 25 декември 1955 г. Втората част на лифта („Бай Кръстьо – Голи връх“) е построена през 1968 г.
Лифтът до 2007 г. е общинска собственост. След като Бойко Борисов става кмет на София през 2005 г., той назначава нов Съвет на директорите на „Въжени линии“ ЕАД и през 2007 г. лифтовете са продадени на „Витоша ски“, фирма, свързвана с Цеко Минев, приватизирала всички витошки лифтове и влекове с изключение на „Заека“. По време на продажбата член на Надзорния съвет на Столичната агенция по приватизация от квотата на кмета Борисов е Йорданка Фандъкова (следващият кмет на София).
През годините възникват различни технически проблеми – износване на елементи от обръщателните шайби, ролковите батерии и хващачите на седалките. Бетонните основи на стълбовете са разхлабени, колоните са корозирали. При пускане на лифта на заден ход, въжето изпада от няколко стълба поради разместване. През 2013 г. настъпва злополука, когато хващачът на една седалка се откача в движение и седалката започва да се плъзга надолу по въжето, блъскайки се в тази пред нея. Наранени са трима.
За последно лифтът работи през ноември 2018 г. Няколко месеца след това всички седалки са окончателно свалени от въжето. Възрастта на съоръжението, множеството натрупали се проблеми и трудността за тяхното разрешаване поради неналичието на оригинални части, са някои от аргументите, с които собственикът отказва да направи пореден опит за ремонтиране на лифта и връщането му в експлоатация в текущия си вид, вместо това предлагайки пълна реконструкция – силно затруднен казус.
През 2023 г. Върховният административен съд на България потвърждава решение на Административния съд София-град, с което е постановено, че Драгалевският лифт трябва да се ремонтира.

## Характеристики

### Първа част (Драгалевци – Бай Кръстьо)[9]
- Открита: 25 декември 1955 г.
- Денивелация: 445 м
- Дължина: 1707 м
- Проектна скорост: 1,75 м/сек
- Времепътуване: 17 мин
- Капацитет: 300 души/час
- Брой стълбове: 28
- Брой седалки: 85
- Дебелина на транспортното въже: 2,6 см
- Задвижване: от горна станция „Бай Кръстьо“

### Втора част (Бай Кръстьо – Голи връх)[9]
- Открита: 1968 г.
- Денивелация: 448 м
- Дължина: 1700 м
- Проектна скорост: ?посочи източник
- Времепътуване: 15 мин
- Капацитет: 600 души/час
- Брой стълбове: 18
- Брой седалки: ?посочи източник
- Дебелина на транспортното въже: ?посочи източник
- Задвижване: от долна станция „Бай Кръстьо“

## Станции
Станциите са 4 на брой, като на „Бай Кръстьо“ се извършва прекачването между двете части на лифта.

### Станция „Драгалевци“
Долната станция се намира на 925 м н.в. над квартал „Драгалевци“, на около 1000 метра от централния площад, при ресторант „Воденицата“. Обслужва се от автобус №66, спирка „Разклона за лифт Драгалевци“. Въжената линия от нея достига до следващата станция в местността Бай Кръстьо. В близост до станцията се намира Драгалевския манастир, както и множество туристически пътеки, включително пътеката от Драгалевци до Черни връх, част от европейския туристически маршрут E4.

### Станция „Бай Кръстьо“ – междинна
Междинната станция се намира на 1370 м. н.в. в местността Бай Кръстьо. Представлява две отделни сгради, в които са поместени двигателите и основното електрооборудване на всяка от двете части на лифта. За улеснение е наречена междинна станция, но технически има две станции с име „Бай Кръстьо“ – горната (крайна) станция на долната отсечка на лифта и долната (начална) станция на горната отсечка на лифта. Пътниците, пътуващи от Драгалевци към Голи връх, слизат и се прекачват на горната част на линията. В сградата, обслужваща горната част, се намира и чайна за туристи. До станцията се намира едноименния ресторант „Бай Кръстьо“. В близост е разположена и базата на пътната служба за снегопочистване на пътя между квартал Драгалевци и хижа Алеко през зимата. От местността тръгват няколко веломаршрута и туристически пътеки – до Черни връх (част от E4), до м. Комините, до заслон Кикиш и други.

### Станция „Голи връх“
Горната станция се намира на 1818 м. н.в. в близост до вр. Голи връх. В сградата се намира и чайна. Станцията е изходен пункт за множество веломаршрута и туристически пътеки – до Черни връх, до хижа Алеко, до хижа Тинтява и други.